# 国道54号

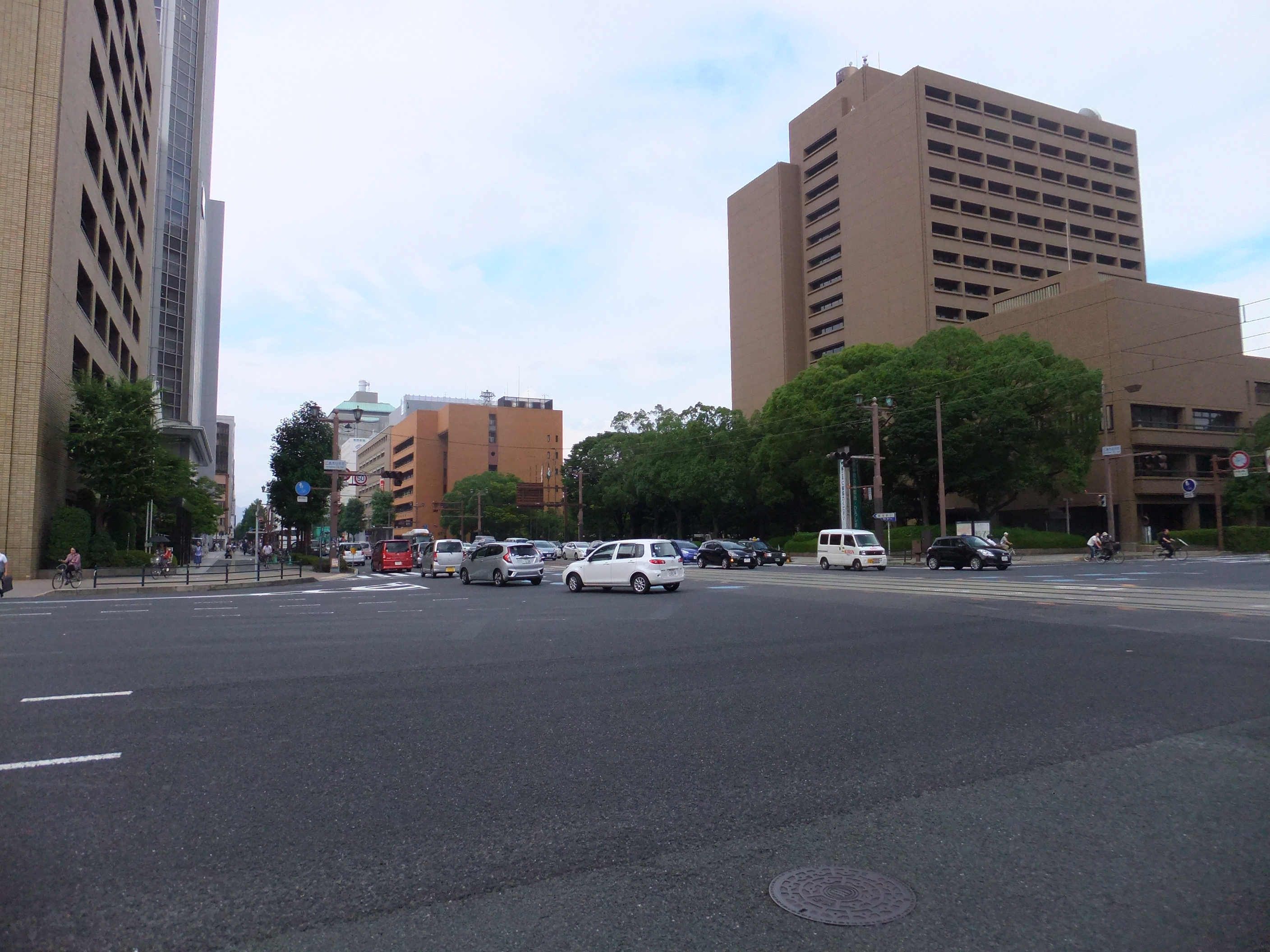
起点の広島市役所前交差点

国道54号（こくどう54ごう）は、広島県広島市中区から島根県松江市に至る一般国道である。

## 概要
島根県松江市宍道町佐々布から終点までは国道9号との重複区間である。国道2号と国道9号を結ぶ陰陽連絡路線（陰陽連絡国道）である。

### 路線データ
一般国道の路線を指定する政令に基づく起終点および重要な経過地は次のとおり。
- 起点：広島市（中区大手町四丁目、市役所前交点 = 国道2号交点、国道183号・国道261号起点、国道191号・広島県道243号広島港線終点）
- 終点：松江市（雑賀町、相生町交差点 = 国道9号上、国道180号・国道432号終点）
- 重要な経過地：三次市、島根県飯石郡赤来町[注釈 2]、同郡三刀屋町[注釈 3]、同県大原郡木次町[注釈 3]、同県八束郡宍道町[注釈 4]
- 総延長 : 171.5 km（島根県 81.6 km、広島県 64.0 km、広島市 25.9 km）重用延長を含む[2][注釈 5]
- 重用延長 : 17.1 km（島根県 17.1 km、広島県 - km、広島市 - km）[2][注釈 5]
- 未供用延長 : なし[2][注釈 5]
- 実延長 : 154.4 km（島根県 64.5 km、広島県 64.0 km、広島市 25.9 km）[2][注釈 5]
  - 現道 : 154.4 km（島根県 64.5 km、広島県 64.0 km、広島市 25.9 km）[2][注釈 5]
  - 旧道 : なし[2][注釈 5]
  - 新道 : なし[2][注釈 5]
- 指定区間：広島市中区大手町四丁目7番 - 松江市雑賀町字津田海道108番1（全線）[3]

## 歴史

### 年表
- 1953年（昭和28年）5月18日 - 二級国道182号広島松江線（広島県広島市 - 島根県松江市）として制定される。
- 1963年（昭和38年）4月1日 - 一級国道54号（広島県広島市 - 島根県松江市）となる。国道182号は二級国道182号新見福山線となり岡山県新見市 - 広島県福山市間の路線に変更される。
- 1965年（昭和40年）4月1日 - 一般国道54号（広島県広島市 - 島根県松江市）となる。
- 1971年（昭和46年）3月22日 - 全線開通となる[4]。
- 2008年（平成20年）4月1日 - 旧道のうち、広島県広島市中区大手町（広島市民球場南交差点（現：広島中郵便局南西交差点）） - 広島県広島市安佐南区中須（中須2丁目交差点）の管理が国土交通省から広島市に移管されたことに伴い、国道54号・国道191号を祇園新道経由、国道183号・国道261号を旧道経由に変更。なお、紙屋町交差点 - 広島市民球場南交差点（現：広島中郵便局南西交差点）、中須2丁目交差点 - 緑井1丁目交差点は国道54号別線となる。
- 2016年（平成28年）4月1日 - 2014年（平成26年）2月8日に開通した可部バイパスの旧道区間が国道183号に移管。

## 路線状況
中国横断自動車道 尾道松江線（尾道自動車道、松江自動車道）の開通により交通量が減っており、国道184号と、国道54号の三次市以北を結び、やまなみ街道サイクリングロードとして自転車走行環境を整備している。

### 通称・愛称

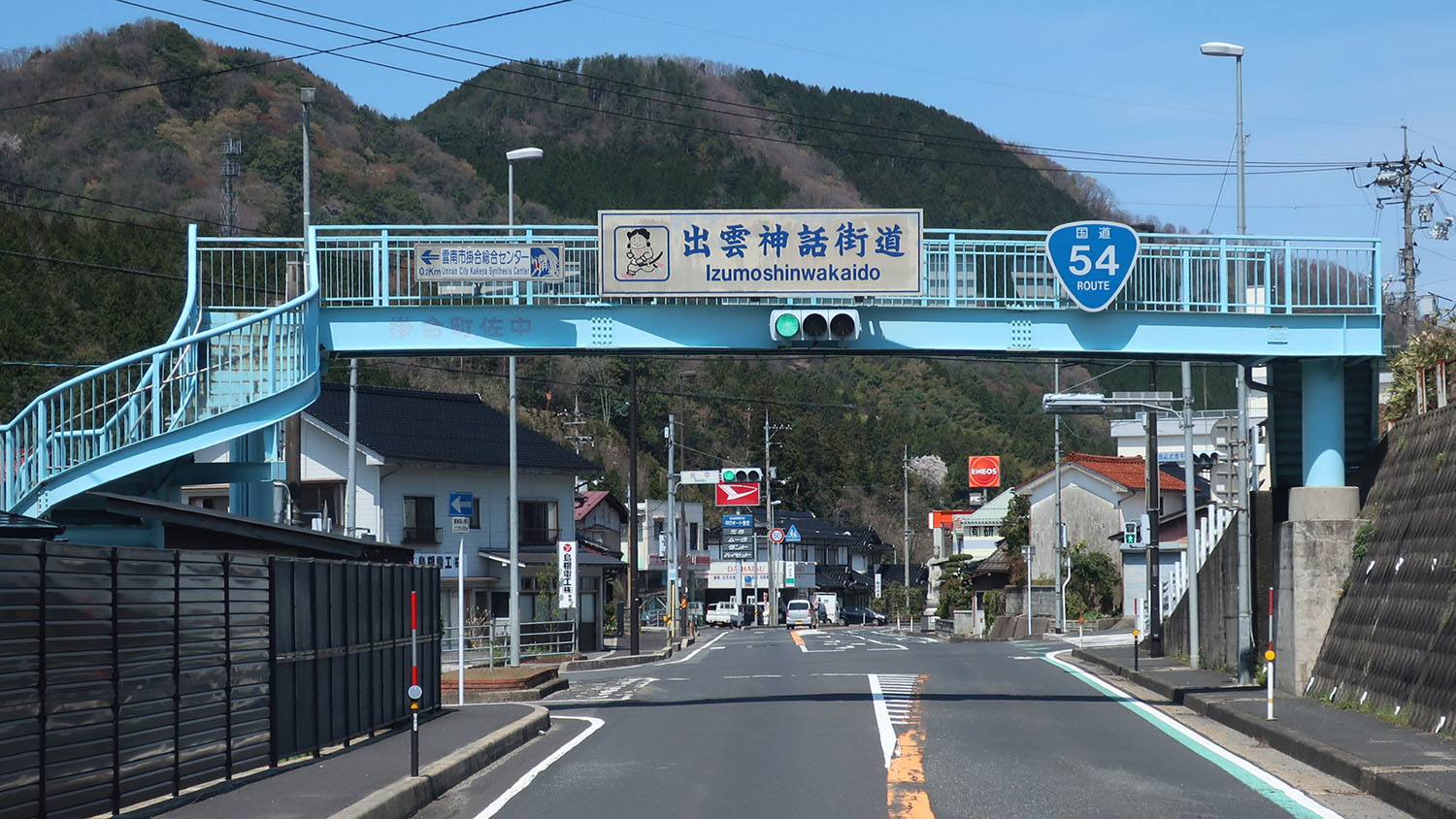
「出雲神話街道」の標札
島根県雲南市掛合町

- 相生通り（広島市）
- 鯉城通り（広島市中区）
- 城南通り（広島市中区）
- 可部街道
- 出雲神話街道

### バイパス
- 祇園新道（広島県）

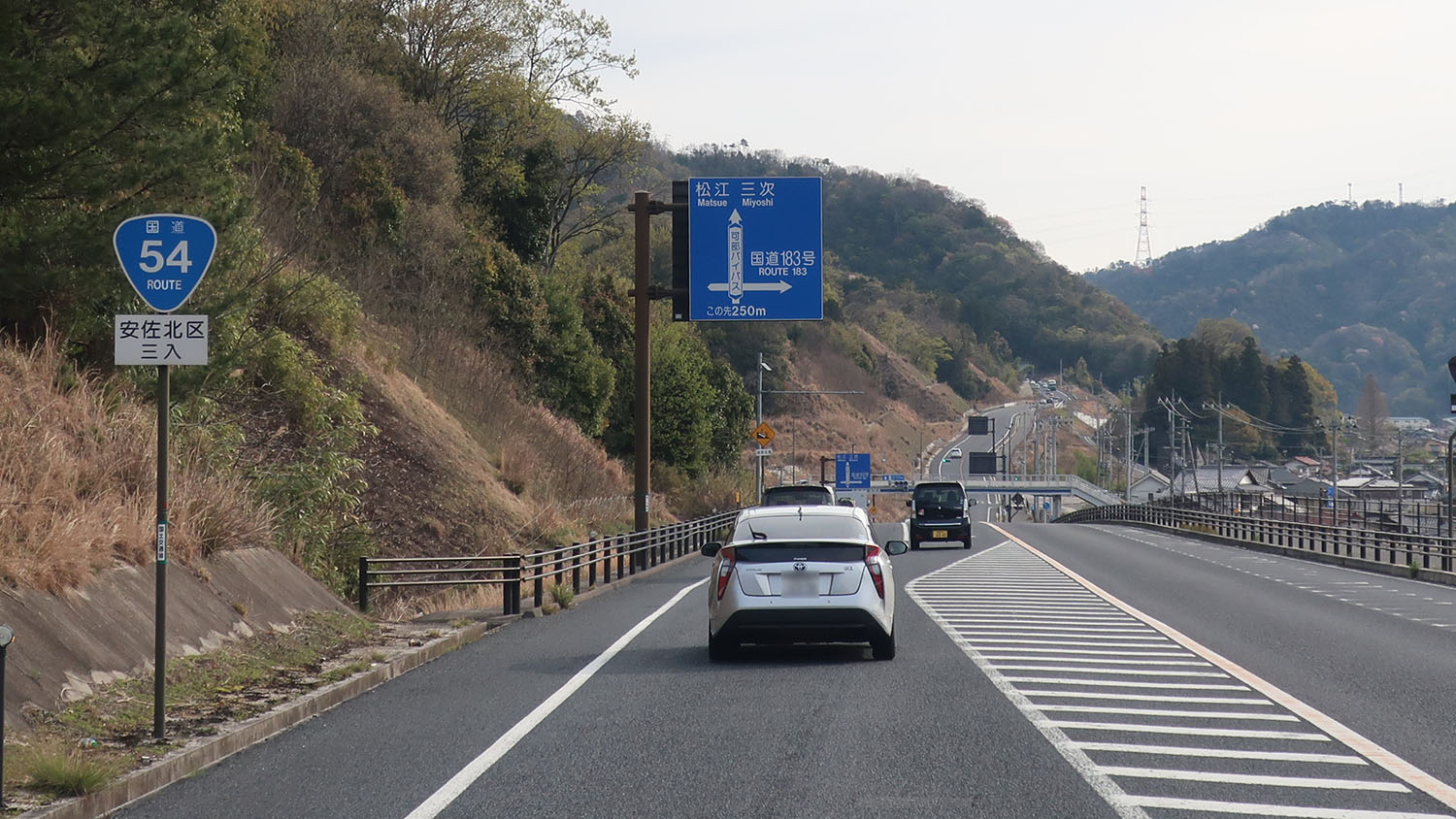
可部バイパス
広島県広島市安佐北区可部町

- 佐東バイパス（広島県） : 広島県道270号八木緑井線は佐東バイパス開通前（1969年以前）の国道54号である。佐東バイパス開通により旧道化した部分が1970年に広島県道270号八木緑井線に移行した。
- 可部バイパス（広島県）
- 上根バイパス（広島県）
- 頓原道路（島根県）
- 玉湯バイパス（島根県）

### 高速道路
- 松江自動車道（無料区間）

### 重複区間

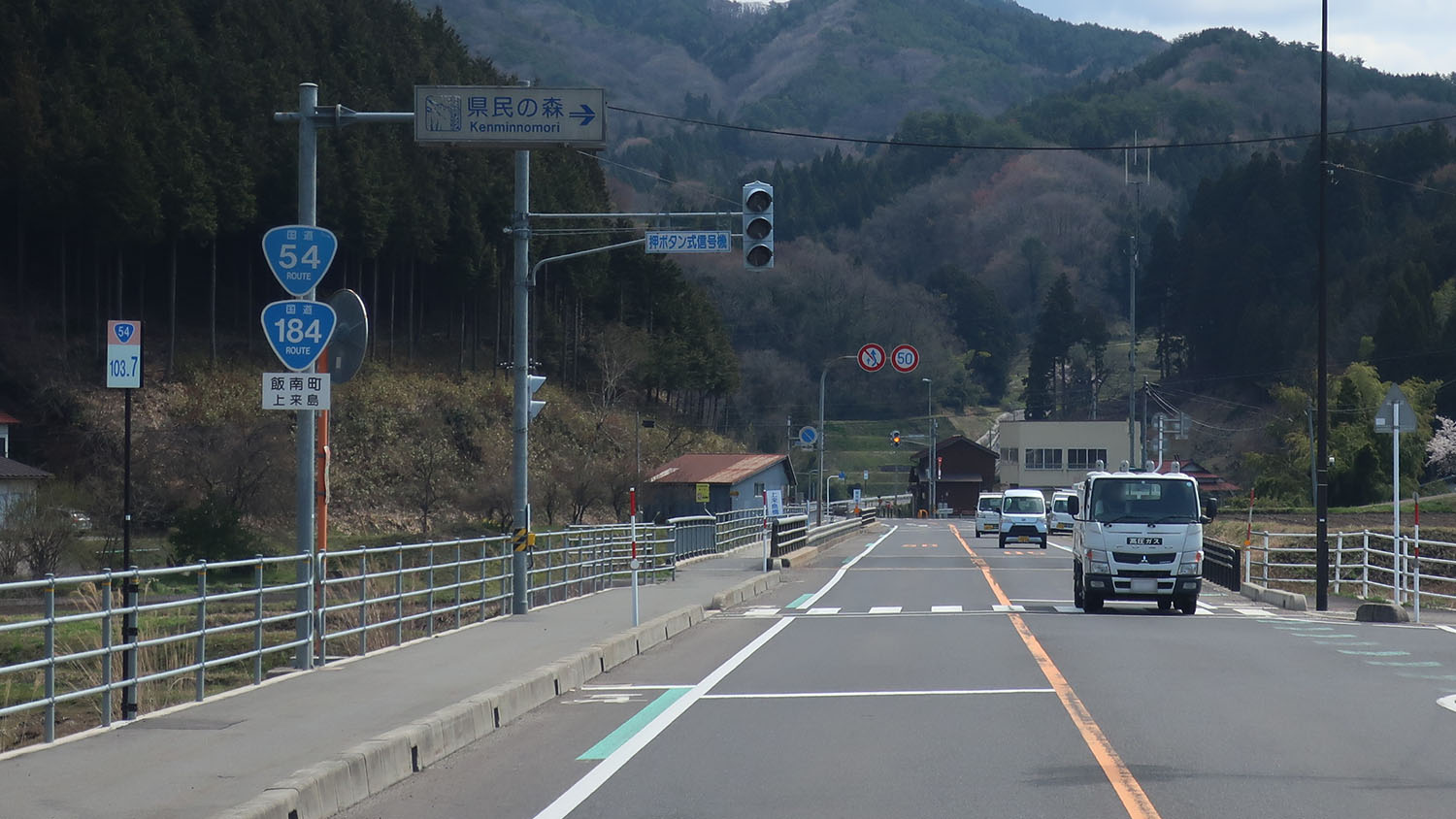
国道184号との重複
島根県飯石郡飯南町

- 国道183号・国道261号（広島県広島市中区大手町・市役所前交点（起点） - 広島市中区基町・紙屋町交点）
- 国道183号（広島県広島市安佐南区緑井・緑井1丁目交点 - 広島市安佐北区可部南・中島交点）
- 国道191号（広島県広島市中区大手町・市役所前交点（起点） - 広島市安佐北区可部南・中島交点）
- 国道261号（広島県広島市安佐南区緑井・緑井1丁目交点 - 広島市安佐北区可部南・中島交点）
- 国道183号（広島県広島市安佐北区大林町・下浜ヶ谷交点 - 三次市粟屋町・粟屋交点）
- 国道184号（広島県三次市粟屋町・粟屋交点 - 島根県飯石郡飯南町野萱）
- 国道9号（島根県松江市宍道町佐々布・宍道交点 - 松江市雑賀町・相生町交点（終点））

### 道路施設

#### 道の駅
- 広島県
  - 三矢の里あきたかた（安芸高田市）
  - ゆめランド布野（三次市）
- 島根県
  - 赤来高原（飯石郡飯南町）
  - 頓原（飯石郡飯南町）
  - 掛合の里（雲南市）
  - さくらの里きすき（雲南市）

### 事前通行規制区間
| 区間                                                | 規制内容                         |
| --------------------------------------------------- | -------------------------------- |
| 広島県三次市十日市町大村 - 広島県三次市十日市町大村 | 連続雨量250 mmを超える場合通行止 |
| 広島県三次市山家町高津原 - 広島県三次市三原町下三原 | 連続雨量250 mmを超える場合通行止 |
| 島根県飯石郡飯南町都加賀 - 島根県雲南市掛合町入間   | 連続雨量230 mmを超える場合通行止 |
| 島根県雲南市掛合町入間 -島根県雲南市掛合町掛合      | 連続雨量230 mmを超える場合通行止 |
| 島根県雲南市掛合町掛合 - 島根県雲南市三刀屋町乙加宮 | 連続雨量230 mmを超える場合通行止 |

### 交通量
24時間交通量（台）　道路交通センサス
| 観測地点                      | 平成17（2005）年度 | 平成22（2010）年度 |
| ----------------------------- | ------------------ | ------------------ |
| 広島市中区基町                | 41,400             | 36,934             |
| 中区白島北町                  | 49,475             | 57,171             |
| 安佐南区西原4丁目             | 55,808             | 51,738             |
| 安佐南区八木4丁目             | 46,632             | 44,663             |
| 安佐南区八木8丁目             | 49,981             | 47,625             |
| 安佐北区可部4丁目（バイパス） | 24,787             | 23,847             |
| 安佐北区三入1丁目（旧道）     | 26,894             | 21,397             |
| 安芸高田市八千代町向山        | 14,088             | 13,785             |

（出典：「平成22年度道路交通センサス」（国土交通省ホームページ）より一部データを抜粋して作成）

## 地理

### 通過する自治体
- 広島県
  - 広島市（中区 - 東区 - 安佐南区 - 安佐北区） - 安芸高田市 - 三次市
- 島根県
  - 飯石郡飯南町 - 雲南市 - 松江市

### 交差する道路

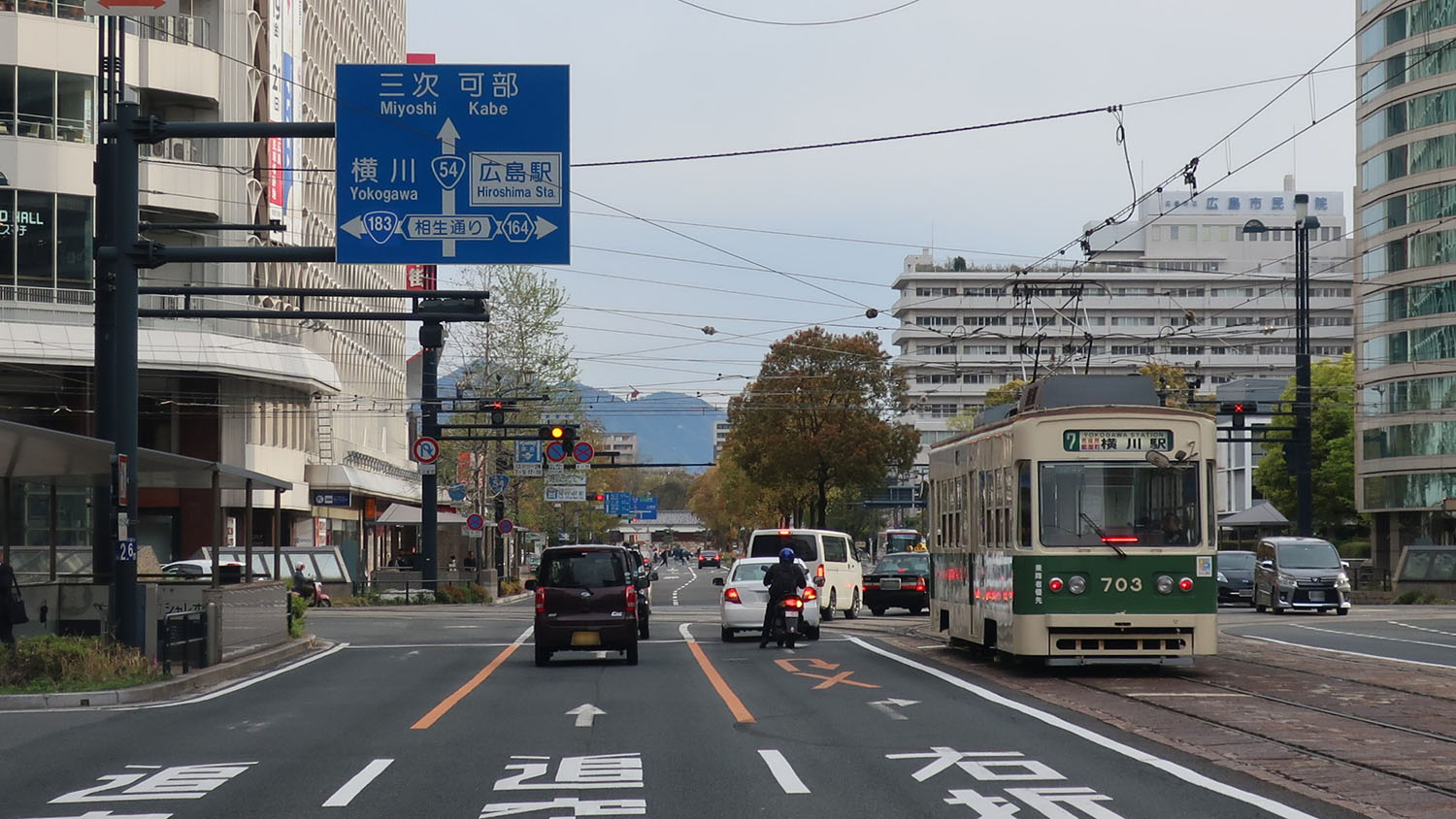
国道183号との分岐
広島県広島市中区紙屋町

| 交差する道路 | 都道府県名 | 市町村名   | 市町村名   | 交差する場所       | 交差する場所                      |
| --- | ---------- | ---------- | ---------- | ------------------ | --------------------------------- |
| 国道2号 国道183号 重複区間起点 国道191号 重複区間起点 国道261号 重複区間起点 広島県道243号広島港線              | 広島県     | 広島市     | 中区       | 大手町5丁目        | 広島市役所前交差点 / 起点         |
| 広島市道比治山庚午線                                                                                            | 広島県     | 広島市     | 中区       | 小町               | 白神社前交差点                    |
| 国道54号 / 別線 国道183号 重複区間終点 国道261号 重複区間終点 広島県道164号広島海田線                           | 広島県     | 広島市     | 中区       | 紙屋町1丁目 基町   | 紙屋町交差点                      |
| 広島市道中広宇品線 重複区間起点                                                                                 | 広島県     | 広島市     | 中区       | 基町               | 広島城南交差点                    |
| 広島市道中広宇品線 重複区間終点                                                                                 | 広島県     | 広島市     | 中区       | 基町               | 県立総合体育館前交差点            |
| 広島県道84号東海田広島線 広島市道駅前観音線                                                                     | 広島県     | 広島市     | 中区       | 西白島町           | 城北駅北交差点                    |
| 広島市道御幸橋三篠線                                                                                            | 広島県     | 広島市     | 中区       | 白島北町           | 白島駅北交差点                    |
| 広島県道37号広島三次線 重複区間起点                                                                             | 広島県     | 広島市     | 東区       | 牛田本町6丁目      | 新こうへい橋北交差点              |
| 広島市道常盤橋大芝線                                                                                            | 広島県     | 広島市     | 東区       | 牛田本町6丁目      | 牛田駅南交差点                    |
| 広島県道37号広島三次線 重複区間終点                                                                             | 広島県     | 広島市     | 東区       | 牛田新町3丁目      | 祇園新橋南交差点                  |
| 広島県道152号府中祇園線 / 旧道                                                                                  | 広島県     | 広島市     | 安佐南区   | 西原8丁目          | [ 注釈 6 ]                        |
| 広島県道152号府中祇園線                                                                                         | 広島県     | 広島市     | 安佐南区   | 西原8丁目          | 西原駅南交差点                    |
| 広島市道高陽沼田線 広島市道中筋温品線                                                                           | 広島県     | 広島市     | 安佐南区   | 中筋1丁目          | 中筋1丁目交差点                   |
| E2 山陽自動車道                                                                                                 | 広島県     | 広島市     | 安佐南区   | 川内2丁目          | 29 広島IC                         |
| 国道54号 / 別線 国道183号 重複区間起点 国道261号 重複区間起点 広島県道270号八木緑井線                           | 広島県     | 広島市     | 安佐南区   | 緑井1丁目          | 緑井1丁目交差点                   |
| 広島県道269号今井田緑井線                                                                                       | 広島県     | 広島市     | 安佐南区   | 緑井1丁目          | 広島インター（北）交差点          |
| 広島市道温井松原線                                                                                              | 広島県     | 広島市     | 安佐南区   | 緑井5丁目          | せせらぎ公園西口交差点            |
| 広島市道緑井八木線                                                                                              | 広島県     | 広島市     | 安佐南区   | 緑井6丁目          | 緑井6丁目交差点                   |
| 広島市道川の内線                                                                                                | 広島県     | 広島市     | 安佐南区   | 緑井6丁目          | 城南中学校入口交差点              |
| 広島県道271号八木広島線                                                                                         | 広島県     | 広島市     | 安佐南区   | 八木5丁目          | 高瀬堰入口交差点                  |
| 広島市道長束八木線                                                                                              | 広島県     | 広島市     | 安佐南区   | 八木6丁目          | 八木6丁目交差点                   |
| 広島県道177号下佐東線 広島県道270号八木緑井線                                                                   | 広島県     | 広島市     | 安佐南区   | 八木8丁目          | 太田川橋西詰交差点                |
| 国道183号 重複区間終点 国道191号 重複区間終点 国道261号 重複区間終点                                            | 広島県     | 広島市     | 安佐北区   | 可部南1丁目        | 中島交差点                        |
| 広島市道可部大毛寺線                                                                                            | 広島県     | 広島市     | 安佐北区   | 可部4丁目          | 安佐北警察署（北）交差点          |
| 国道191号 国道261号 重複                                                                                        | 広島県     | 広島市     | 安佐北区   | 可部6丁目          | 安佐北区民文化センター入口交差点  |
| 広島県道253号南原峡線                                                                                           | 広島県     | 広島市     | 安佐北区   | 可部9丁目          | 南原（なばら）交差点              |
| 国道183号 重複区間起点 島根県道・広島県道5号浜田八重可部線 重複区間起点                                         | 広島県     | 広島市     | 安佐北区   | 大林町             | 下浜ヶ谷交差点                    |
| 島根県道・広島県道5号浜田八重可部線 重複区間終点                                                                | 広島県     | 広島市     | 安佐北区   | 大林町             |                                   |
| 広島県道69号千代田八千代線 ゆずりは農道                                                                         | 広島県     | 安芸高田市 | 安芸高田市 | 八千代町上根       | 上根交差点                        |
| 島根県道・広島県道5号浜田八重可部線 重複区間起点                                                                | 広島県     | 安芸高田市 | 安芸高田市 | 八千代町下根       | 上根バイパス北口交差点            |
| 島根県道・広島県道5号浜田八重可部線 重複区間終点                                                                | 広島県     | 安芸高田市 | 安芸高田市 | 八千代町勝田（）   | 勝田三差路交差点                  |
| 広島県道318号上入江吉田線                                                                                       | 広島県     | 安芸高田市 | 安芸高田市 | 吉田町上入江       | 新可愛橋南詰交差点                |
| 広島県道29号吉田豊栄線                                                                                          | 広島県     | 安芸高田市 | 安芸高田市 | 吉田町常友         | 青迫交差点                        |
| 広島県道・島根県道6号吉田邑南線                                                                                 | 広島県     | 安芸高田市 | 安芸高田市 | 吉田町吉田         | 安芸高田消防署前交差点            |
| 広島県道318号上入江吉田線                                                                                       | 広島県     | 安芸高田市 | 安芸高田市 | 吉田町吉田         | バスセンター北入口交差点          |
| 広島県道212号吉田口停車場線                                                                                     | 広島県     | 安芸高田市 | 安芸高田市 | 甲田町下小原       | 吉田大橋北詰交差点                |
| 広島県道・島根県道4号甲田作木線 広島県道52号世羅甲田線                                                          | 広島県     | 安芸高田市 | 安芸高田市 | 甲田町上甲立       | 高宮分れ交差点                    |
| 広島県道63号三次三和線                                                                                          | 広島県     | 三次市     | 三次市     | 秋町               | 三和分かれ交差点                  |
| 広島県道429号若屋秋町線                                                                                         | 広島県     | 三次市     | 三次市     | 秋町               |                                   |
| 広島県道37号広島三次線                                                                                          | 広島県     | 三次市     | 三次市     | 秋町               | 錦橋東詰交差点                    |
| 広島県道432号青河江田川之内線                                                                                   | 広島県     | 三次市     | 三次市     | 青河町             | 青河交差点                        |
| 広島県道470号三次インター線                                                                                     | 広島県     | 三次市     | 三次市     | 西酒屋町           | 船所（）交差点                    |
| 広島県道64号三次美土里線                                                                                        | 広島県     | 三次市     | 三次市     | 粟屋町             |                                   |
| 国道183号 重複区間終点 国道184号 重複区間起点                                                                   | 広島県     | 三次市     | 三次市     | 粟屋町             | 粟屋交差点                        |
| 広島県道・島根県道112号三次江津線 重複区間起点                                                                  | 広島県     | 三次市     | 三次市     | 粟屋町             | 落岩交差点                        |
| 広島県道・島根県道112号三次江津線 重複区間終点                                                                  | 広島県     | 三次市     | 三次市     | 粟屋町             |                                   |
| 国道375号 重複区間起点 国道433号 重複区間起点 国道434号 重複区間起点                                            | 広島県     | 三次市     | 三次市     | 三次町             | 尾関大橋北詰交差点                |
| 国道375号 重複区間終点 国道433号 重複区間終点 国道434号 重複区間終点                                            | 広島県     | 三次市     | 三次市     | 三次町             | 日山橋東詰交差点                  |
| 広島県道62号庄原作木線 重複区間起点                                                                             | 広島県     | 三次市     | 三次市     | 布野町下布野       |                                   |
| 広島県道62号庄原作木線 重複区間終点                                                                             | 広島県     | 三次市     | 三次市     | 布野町上布野       | 作木分かれ交差点                  |
| 広島県道437号大津横谷線                                                                                         | 広島県     | 三次市     | 三次市     | 布野町横谷         |                                   |
| 島根県道55号邑南飯南線                                                                                          | 島根県     | 飯石郡     | 飯南町     | 下赤名             |                                   |
| 飯石ふれあい農道                                                                                                | 島根県     | 飯石郡     | 飯南町     | 上来島（）         |                                   |
| 国道184号 重複区間終点                                                                                          | 島根県     | 飯石郡     | 飯南町     | 野萱（）           |                                   |
| 島根県道326号頓原八神線                                                                                         | 島根県     | 飯石郡     | 飯南町     | 頓原               |                                   |
| 島根県道273号吉田頓原線                                                                                         | 島根県     | 飯石郡     | 飯南町     | 頓原               | 頓原交差点                        |
| 島根県道40号川本波多線                                                                                          | 島根県     | 雲南市     | 雲南市     | 掛合町波多         |                                   |
| 島根県道283号宮内掛合線                                                                                         | 島根県     | 雲南市     | 雲南市     | 掛合町入間（）     |                                   |
| 島根県道38号掛合上阿井線                                                                                        | 島根県     | 雲南市     | 雲南市     | 掛合町掛合（）     |                                   |
| 島根県道176号掛合大東線                                                                                         | 島根県     | 雲南市     | 雲南市     | 掛合町掛合         |                                   |
| 島根県道39号湖陵掛合線                                                                                          | 島根県     | 雲南市     | 雲南市     | 掛合町掛合         |                                   |
| 飯石ふれあい農道                                                                                                | 島根県     | 雲南市     | 雲南市     | 三刀屋町坂本       |                                   |
| 島根県道51号出雲奥出雲線 重複区間起点                                                                           | 島根県     | 雲南市     | 雲南市     | 三刀屋町乙加宮（） |                                   |
| 島根県道185号三刀屋佐田線                                                                                       | 島根県     | 雲南市     | 雲南市     | 三刀屋町乙加宮     | 鍋山交差点                        |
| 島根県道51号出雲奥出雲線 重複区間終点                                                                           | 島根県     | 雲南市     | 雲南市     | 三刀屋町乙加宮     |                                   |
| 島根県道271号稗原木次線 重複区間起点                                                                            | 島根県     | 雲南市     | 雲南市     | 三刀屋町三刀屋（） | 三刀屋町三刀屋交差点              |
| 島根県道272号吉田三刀屋線                                                                                       | 島根県     | 雲南市     | 雲南市     | 三刀屋町三刀屋     |                                   |
| 島根県道271号稗原木次線 重複区間終点                                                                            | 島根県     | 雲南市     | 雲南市     | 三刀屋町三刀屋     |                                   |
| 島根県道332号三刀屋木次インター線                                                                               | 島根県     | 雲南市     | 雲南市     | 三刀屋町三刀屋     |                                   |
| 国道314号 島根県道26号出雲三刀屋線                                                                              | 島根県     | 雲南市     | 雲南市     | 三刀屋町下熊谷（） | 下熊谷交差点                      |
| 島根県道45号安来木次線 島根県道156号木次横田線 島根県道197号木次直江停車場線                                    | 島根県     | 雲南市     | 雲南市     | 木次町里方（）     | 里熊大橋交差点                    |
| 島根県道24号松江木次線                                                                                          | 島根県     | 雲南市     | 雲南市     | 木次町里方         | 里方（）交差点                    |
| 飯石ふれあい農道                                                                                                | 島根県     | 雲南市     | 雲南市     | 木次町里方         |                                   |
| 島根県道157号出雲大東線                                                                                         | 島根県     | 雲南市     | 雲南市     | 加茂町加茂中       | 柳橋交差点                        |
| 松江市道70006号大森上来待線 / 宍道湖南部広域農道 松江市道70283号大森畑線 / 簸川南広域農道 / 出雲ロマン街道      | 島根県     | 松江市     | 松江市     | 宍道町佐々布（）   | 大森交差点                        |
| 島根県道57号宍道インター線                                                                                      | 島根県     | 松江市     | 松江市     | 宍道町佐々布       | 佐々布交差点                      |
| 国道9号 重複区間起点                                                                                            | 島根県     | 松江市     | 松江市     | 宍道町佐々布       | 宍道交差点                        |
| 島根県道195号宍道停車場線                                                                                       | 島根県     | 松江市     | 松江市     | 宍道町昭和         | 宍道駅入口交差点                  |
| 島根県道267号海潮宍道線                                                                                         | 島根県     | 松江市     | 松江市     | 宍道町東来待       | 東来待交差点                      |
| 島根県道194号玉造温泉停車場線                                                                                   | 島根県     | 松江市     | 松江市     | 玉湯町湯町         | 玉造温泉西入口交差点              |
| 島根県道25号玉湯吾妻山線                                                                                        | 島根県     | 松江市     | 松江市     | 玉湯町湯町         | 玉造温泉入口交差点                |
| E9 山陰自動車道                                                                                                 | 島根県     | 松江市     | 松江市     | 玉湯町布志名（）   | 27 松江玉造IC                     |
| 島根県道24号松江木次線                                                                                          | 島根県     | 松江市     | 松江市     | 西嫁島2丁目        | [ 注釈 9 ]                        |
| 島根県道37号松江鹿島美保関線                                                                                    | 島根県     | 松江市     | 松江市     | 袖師町             | 袖師交差点                        |
| 島根県道24号松江木次線 / 旧道 島根県道263号浜乃木湯町線 重複                                                    | 島根県     | 松江市     | 松江市     | 横浜町（）         | 幸町交差点                        |
| 島根県道261号母衣町雑賀町線 重複区間起点                                                                        | 島根県     | 松江市     | 松江市     | 竪町               | 竪町交差点                        |
| 国道9号 重複区間終点 国道180号 国道432号 島根県道21号松江島根線 / 旧道 島根県道261号母衣町雑賀町線 重複区間終点 | 島根県     | 松江市     | 松江市     | 雑賀町             | 相生町交差点 / 終点               |
| 別線 |            |            |            |                    |                                   |
| 国道54号 / 現道 国道183号 重複区間起点 国道191号 重複 国道261号 重複区間起点 広島県道164号広島海田線            | 広島県     | 広島市     | 中区       | 紙屋町1丁目 基町   | 紙屋町交差点 / 別線起点           |
| 国道183号 重複区間終点 国道261号 重複区間終点                                                                   | 広島県     | 広島市     | 中区       | 大手町1丁目        | 広島中郵便局南西交差点 / 別線終点 |
| 別線 |            |            |            |                    |                                   |
| 国道183号 重複区間起点 国道261号 重複区間起点 広島県道459号矢口安古市線                                         | 広島県     | 広島市     | 安佐南区   | 中須2丁目          | 中須2丁目交差点 / 別線起点        |
| 広島市道安佐南1区365号線                                                                                        | 広島県     | 広島市     | 安佐南区   | 緑井1丁目          | [ 注釈 10 ]                       |
| 国道54号 / 現道 国道183号 重複区間終点 国道191号 重複 国道261号 重複区間終点 広島県道270号八木緑井線            | 広島県     | 広島市     | 安佐南区   | 緑井1丁目          | 緑井1丁目交差点 / 別線終点        |

### 交差する鉄道・主な河川（主な橋梁）
- 広島電鉄本線・広島電鉄横川線
- 広島高速交通広島新交通1号線
- 山陽本線
- 可部線
- 芸備線
- 木次線
- 山陰本線
- 太田川（祇園新橋・太田川橋・新太田川橋）
- 江の川（新可愛橋・錦橋・三次大橋・尾関大橋）
- 斐伊川（里熊大橋）

### 沿線
- 広島城（広島市）
- 原爆ドーム（広島市）
- 宍道湖（松江市）

### 主な峠

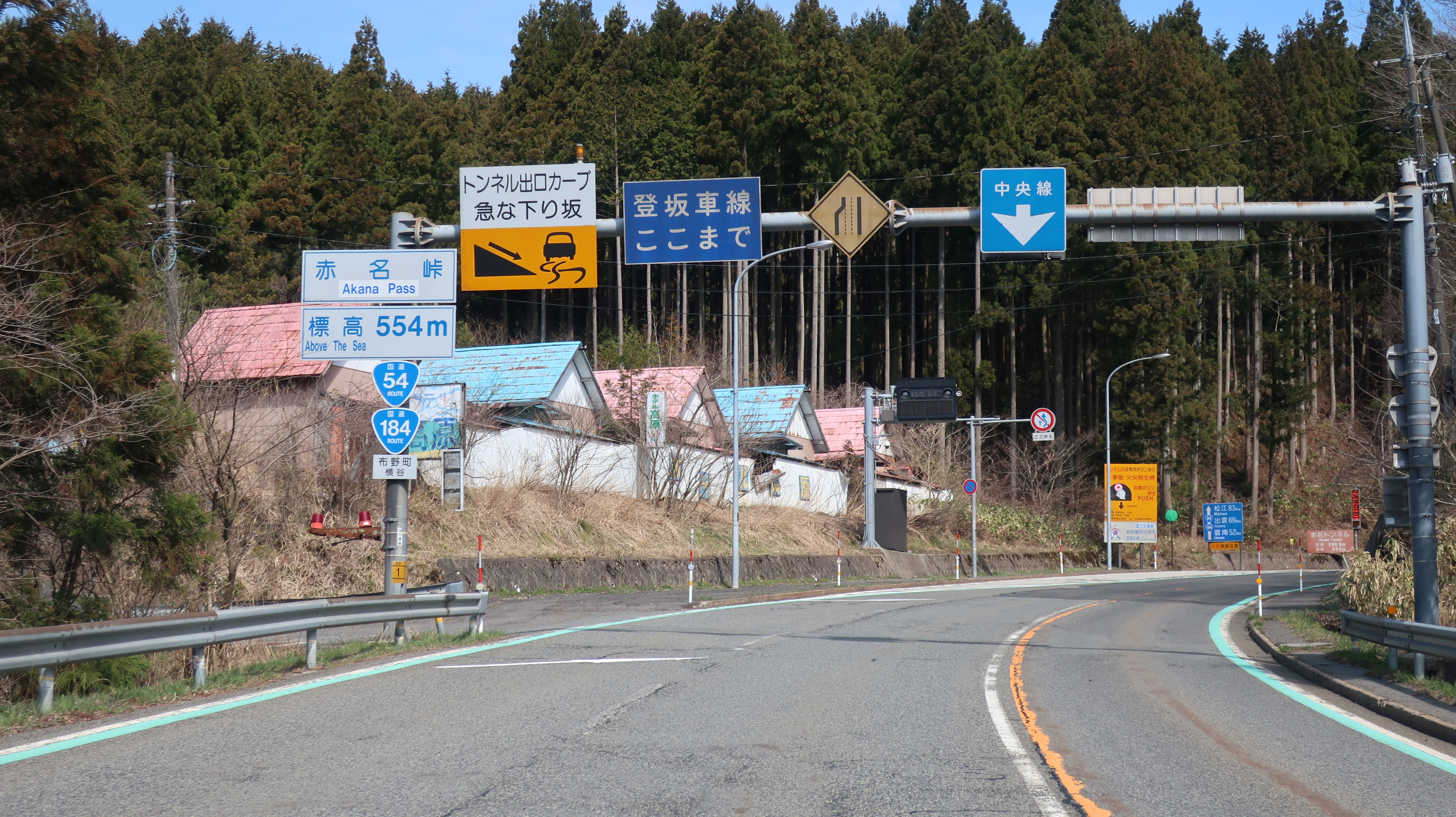
赤名峠付近
広島県三次市布野町横谷

- 上根峠（標高 268 m） : 広島県広島市安佐北区 - 広島県安芸高田市
- 赤名峠（標高 560 m） : 広島県三次市 - 島根県飯石郡飯南町

### 並行する旧街道
- 旧 出雲街道
- 旧 石見銀山街道

## ギャラリー

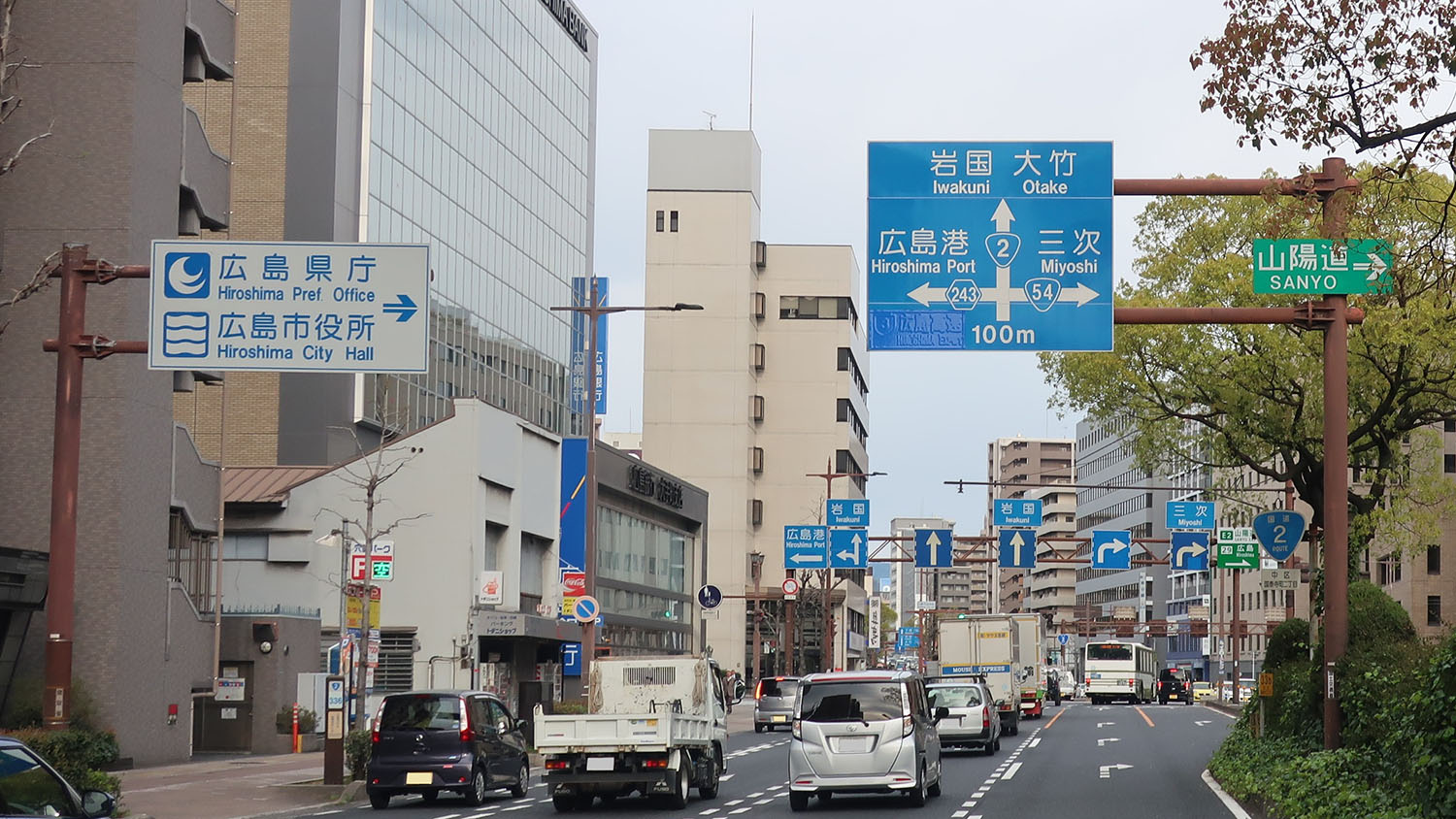
起点、広島市役所前交差点付近
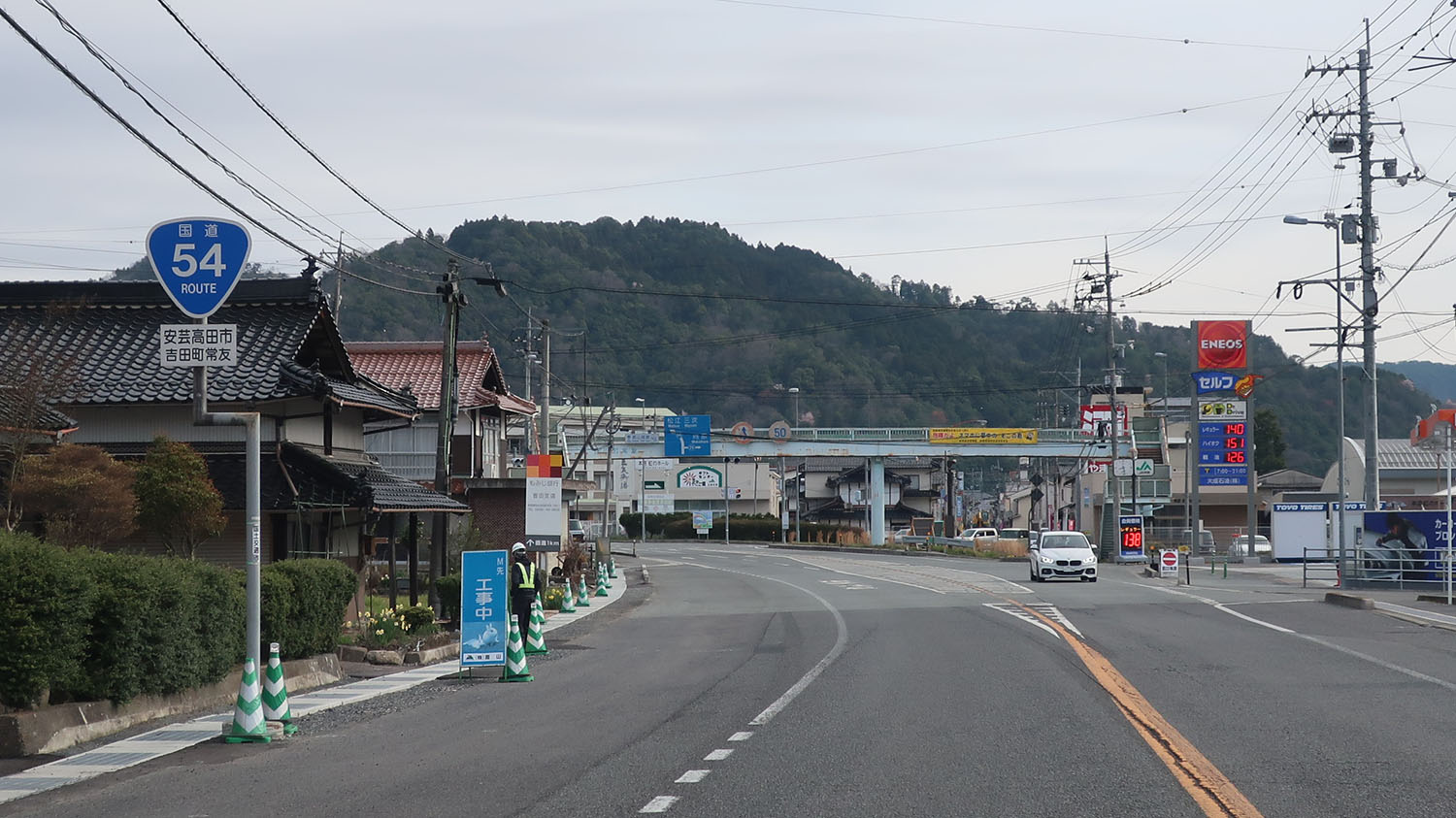
広島県安芸高田市吉田町
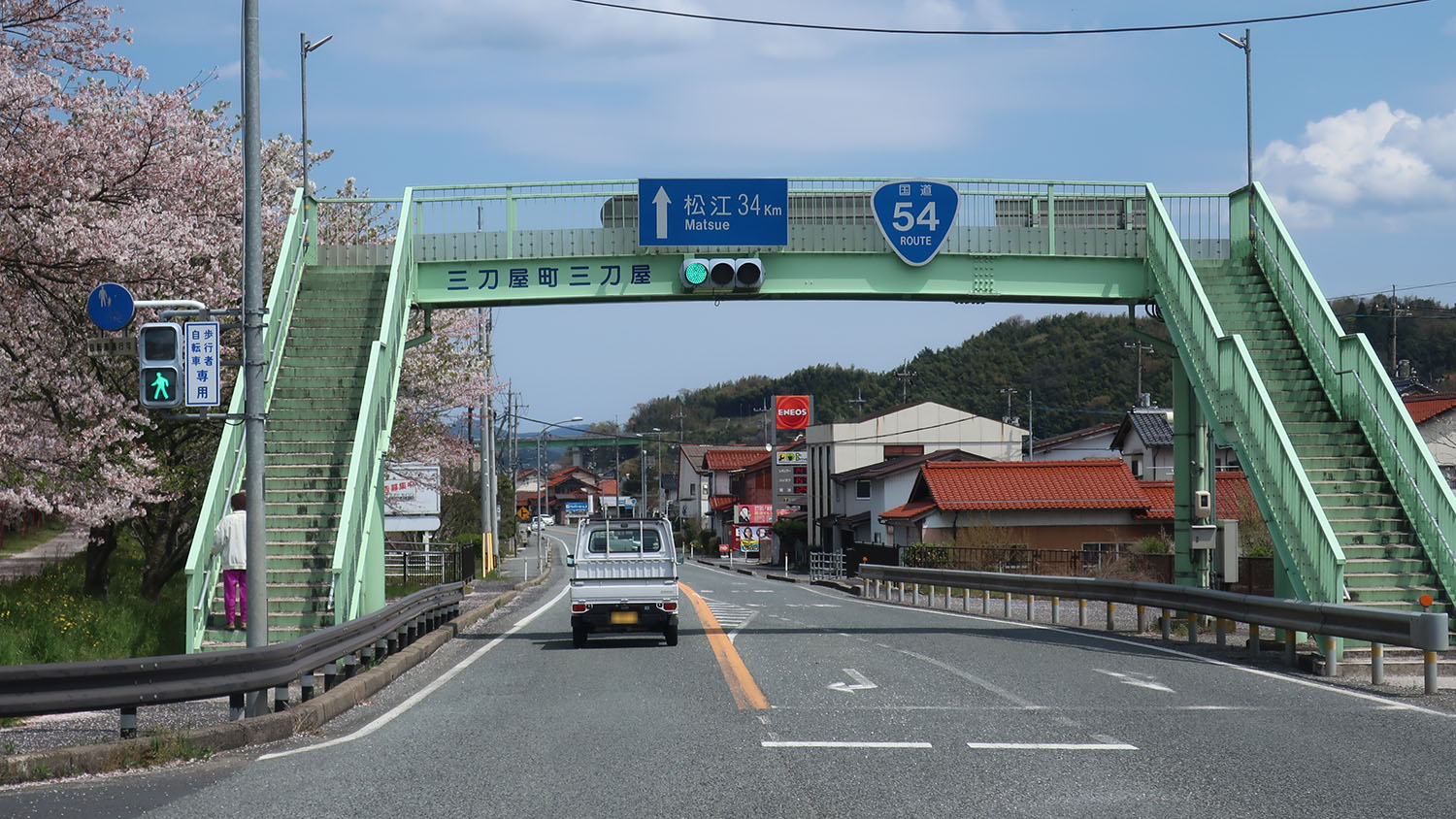
島根県雲南市三刀屋町
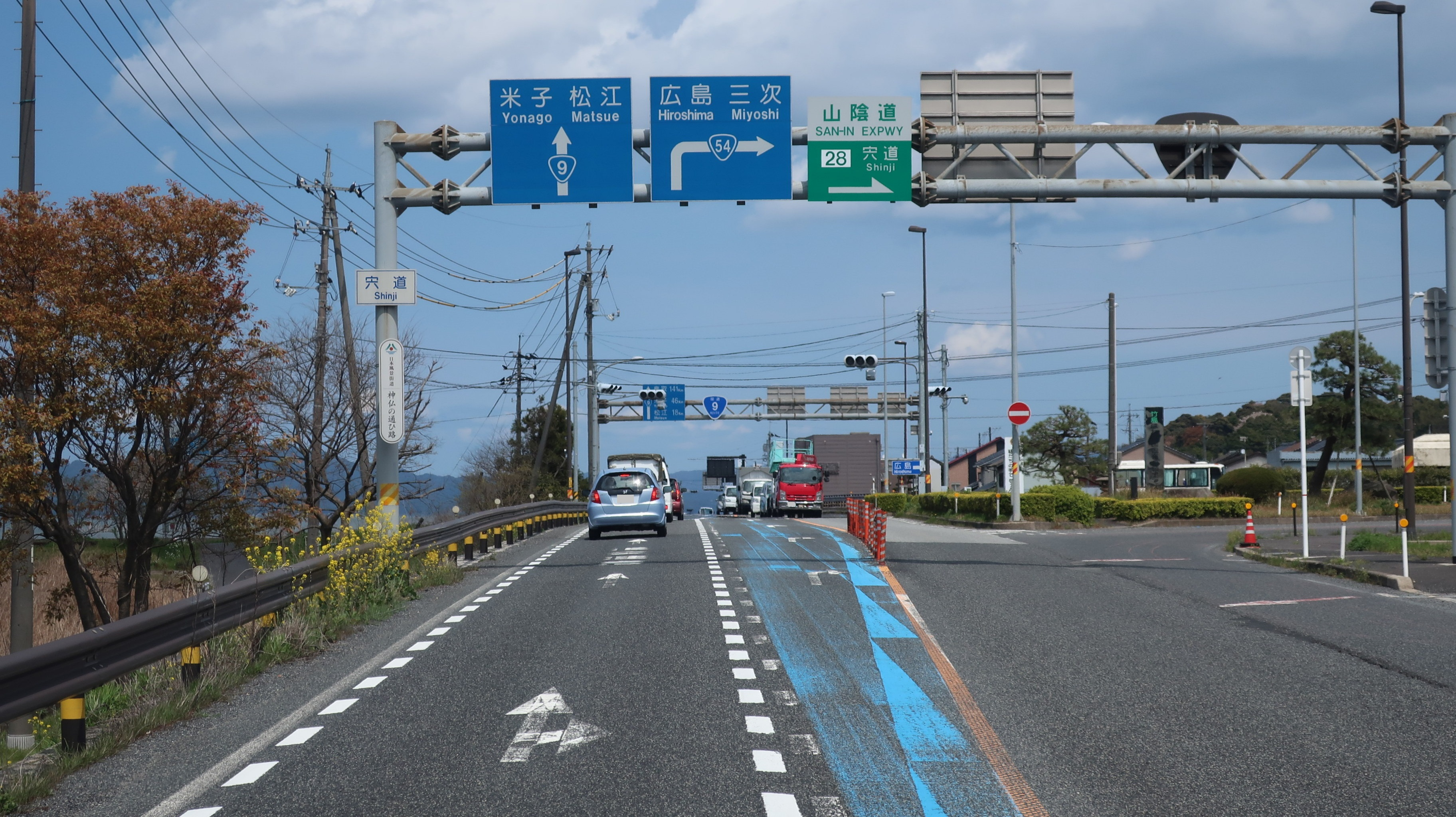
終点までの重複区間 国道9号への分岐 島根県松江市宍道町佐々布